# Buchhäger Psalter

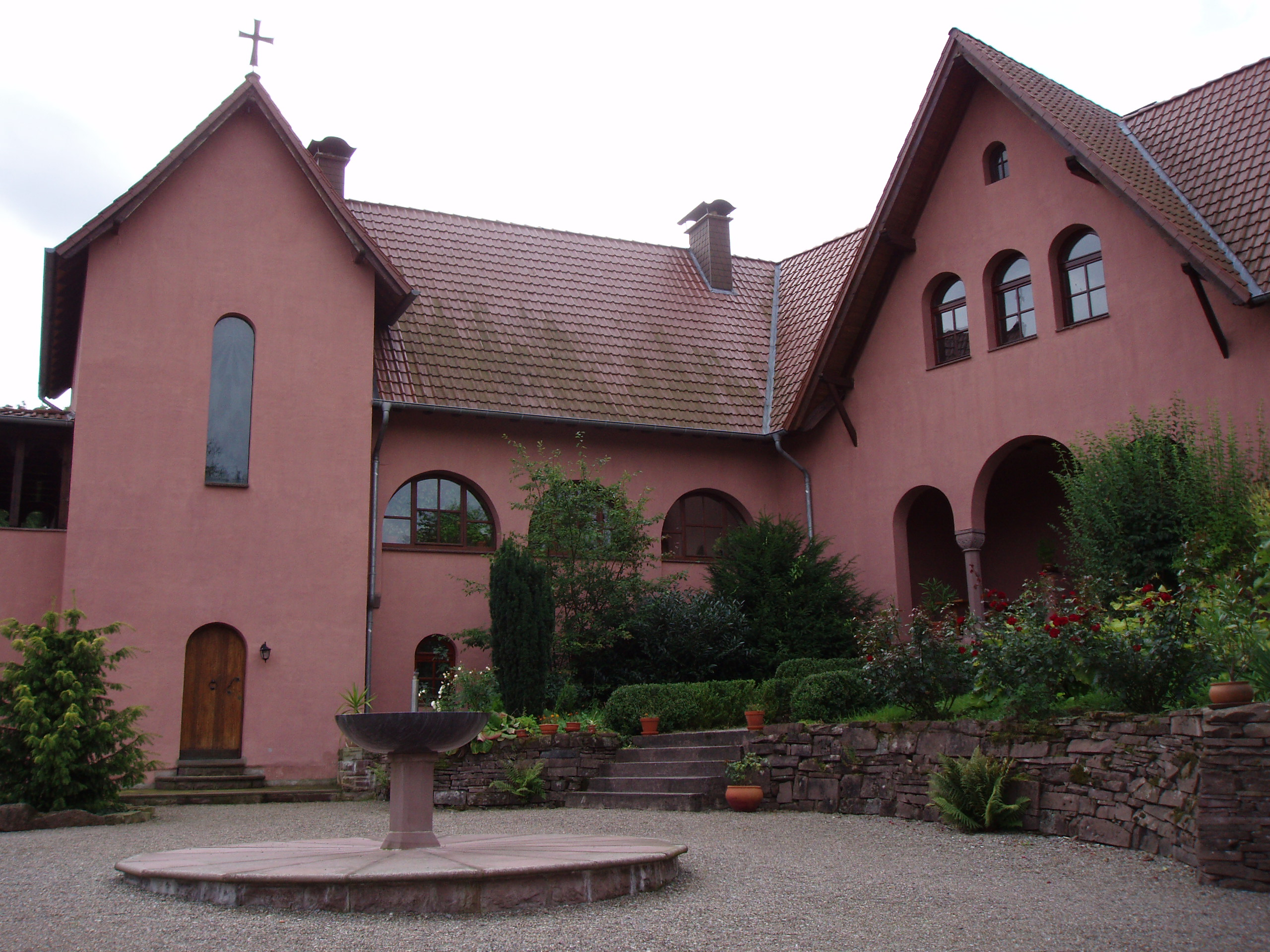
Orthodoxes Dreifaltigkeitskloster Buchhagen

Der Buchhäger Psalter ist eine Übersetzung des Buchs der Psalmen aus dem griechischen Text der Septuaginta in die deutsche Sprache.

## Orthodoxe Tradition
Diese Psalmenübersetzung entstand im Deutschen orthodoxen Dreifaltigkeitskloster Buchhagen, um das Stundengebet auf Deutsch vollziehen zu können. Deshalb „muss der Text dem Singen schon entgegenkommen, also von vornherein auch als Gesang angelegt sein.“ Das Buch erschien 2008 im Druck, die Form der Texte war in 24 Jahren erarbeitet und in der Liturgie erprobt worden, bis 1992 in der Klosterwohnung in Berlin. Der Verfasser ist Abt Johannes (Pfeiffer), der sich bei der Übertragung aus dem Griechischen ins Deutsche mit Professoren und Studenten der Freien Universität Berlin, Mönchen vom Berg Athos in Griechenland und den Buchhagener Mönchen beriet.
Es sollte ein Psalter sein nach dem Vorbild der Übersetzungen Martin Luthers und Romano Guardinis, der auch beim privaten Lesen und Meditieren sprachlich überzeugen solle. Passend zum sogenannten Kultgesang im Kloster Buchhagen sollten die Psalmen auf Deutsch „als heilige Sprache“ erklingen.

## Der griechische Psalmentext
In den heute gebräuchlichen deutschen Bibeln sind die Psalmen aus der Originalsprache, dem Hebräischen, übersetzt. Für alle orthodoxen Kirchen ist hingegen bei Übersetzungen in die Landessprache der ins Griechische übersetzte Septuaginta-Psalter maßgeblich. (Mit der Septuaginta Deutsch gibt es zwar seit 2009 eine philologisch genaue Übersetzung des griechischen Alten Testaments ins Deutsche, doch hat diese keinen poetischen Charakter.)
Der Buchhäger Psalter will neben der Singbarkeit auch die mystische Auslegungstradition der Texte „gemäß der heiligen Überlieferung“ berücksichtigen. Unter den orthodoxen Autoren, an denen man sich orientiert hat, wird Gregorios Palamas besonders hervorgehoben. Der Buchhäger Psalter ist im Ergebnis, verglichen mit der Septuaginta Deutsch, eine relativ freie Übersetzung.

## Beispiele
Psalm 4,9
- Lutherbibel: Ich liege und schlafe ganz mit Frieden; denn allein du, HERR, hilfst mir, dass ich sicher wohne.
- Einheitsübersetzung: In Frieden leg ich mich nieder und schlafe; denn du allein, HERR, lässt mich sorglos wohnen.
- Septuaginta Deutsch: In Frieden werde ich mich hinlegen und am selben Ort einschlafen, denn du, Herr, hast meine Wohnung allein auf Hoffnung gegründet.
- Buchhäger Psalter: So lege ich mich nun im Frieden nieder und schlafe getrost / denn Du, o Herr, bewahrest mich wohl, entrückt an sicherem Ort.

Psalm 23 (22),5b
- Lutherbibel: Du salbest mein Haupt mit Öl und schenkest mir voll ein.
- Einheitsübersetzung: Du hast mein Haupt mit Öl gesalbt, übervoll ist mein Becher.
- Septuaginta Deutsch: Du hast mein Haupt mit Öl gesalbt, und dein Becher machte trunken wie der stärkste (Trank).
- Buchhäger Psalter: Du salbest mein Haupt mit Öl / und reichst mir das Kostbarste, Deinen berauschenden Kelch.

Psalm 139 (138),3
- Lutherbibel: Ich gehe oder liege, so bist du um mich und siehst alle meine Wege.
- Einheitsübersetzung: Ob ich gehe oder ruhe, du hast es gemessen. Du bist vertraut mit all meinen Wegen.
- Septuaginta Deutsch: Meinen Pfad und meine Strecke hast du ausfindig gemacht, und alle meine Wege hast du vorhergesehen.
- Buchhäger Psalter: Du erspürst meine Spur und kennst mein Maß / Du weißt im Voraus alle meine Wege.

## Beigaben
Der Buchhäger Psalter übernimmt die Zählung der Psalmen und die Psalmenüberschriften der Septuaginta. Nach orthodoxer Tradition sind die 150 Psalmen in 20 Kathismen eingeteilt, die wiederum in je drei Unterabschnitte geteilt sind. In Klammern ist bei jedem Psalm zusätzlich angegeben, zu welchem Gottesdienst er gehört.
Im Anhang finden sich Erläuterungen und Modelle zum Singen der Psalmen.
Bei der Präsentation des Buchhäger Psalters auf der Leipziger Buchmesse 2009 gab es drei CDs mit Gesängen der Psalmen. Die Produktion der Aufnahmen war von ehemaligen Thomanern unterstützt worden.

## Rezeption
Marika C. Kuzma von der University of California, Berkeley gab 2008 im Carus-Verlag 35 Geistliche Konzerte für Chor von Dmitry Bortniansky (Carus 4.111) heraus, wobei für die deutsche Übersetzung der Psalmtexte auf den Buchhäger Psalter zurückgegriffen wurde.
Die Verlagsbuchhandlung Manuscriptum, deren Verlagsprogramm eine rechtskonservative und neu-rechte Ausrichtung hat und Autoren verlegt wie Björn Höcke, Rolf Peter Sieferle und Akif Pirinçci, widmet dem Kloster eine eigene Seite auf seinem Internetauftritt und wirbt in dem Zusammenhang auch für die Veröffentlichungen aus Buchhagen.
Der Buchhäger Psalter wurde anfangs über Gutes aus Klöstern von Manufactum vermarktet. Der ursprünglich grün-alternative Manufactum-Gründer Thomas Hoof übernahm die Vermarktung des Buchhäger Psalters für seine Verlagsausgründung Manuscriptum, deren inhaltliche Tendenz zunehmend von neu-rechten Positionen bestimmt wird.

## Ausgaben
- Heiliges Dreifaltigkeitskloster Buchhagen: Die Psalmen deutsch aus der Septuaginta (Buchhäger Psalter). Buchhagen 2008, ISBN 978-3-926236-07-4